# If You Had My Love
Az If You Had My Love, Jennifer Lopez első kislemeze az On the 6 bemutatkozó albumáról. Ez a dal az énekesnő első dala is egyben amely sikert sikerre halmozott világszerte.

## Fogadtatása
Az If You Had My Love már első héten a Billboard Hot 100 csúcsán debütált pontosabban az első helyen. A dal 1999. június 12-től egészen öt hétig tartotta csúcspozícióját, majd tizenöt hétig szerepelt az első tíz helyen. Az If You Had My Love a 99-es évek legkedveltebb dance-pop kislemeze volt mely lázba hozta az egész világot és ismertté tette Jennifer Lopezt.

## Változatok és formátumok

### Kislemez
1. If You Had My Love (Pablo Flores Remix)
2. If You Had My Love (Radio Edit)
3. If You Had My Love (Dark Child Remix #1)
4. If You Had My Love (Master Mix)
5. If You Had My Love (Dark Child Remix #2)

### Maxi kislemez
1. If You Had My Love (Radio Edit)
2. If You Had My Love (Pablo Flores Remix Edit)
3. If You Had My Love (Dark Child Remix Edit)
4. If You Had My Love (Pablo Flores Remix)
5. If You Had My Love (Dark Child Extended)
6. No Me Ames (Tropical Remix) (ft. Marc Anthony)

### Kazetta + promó
1. If You Had My Love
2. No Me Ames (Tropical Remix) (ft. Marc Anthony)

## Helyezések
| Országok (1999)                | Csúcspozíció |
| ------------------------------ | ------------ |
| Ausztrál ARIA kislemezlista    | 1            |
| Osztrák kislemezlista          | 13           |
| Belga kislemezlista (Flandria) | 9            |
| Belga kislemezlista (Vallónia) | 3            |
| Kanadai kislemezlista          | 1            |
| Holland TOP 40                 | 1            |
| Finn kislemezlista             | 1            |
| Francia kislemezlista          | 4            |
| Német kislemezlista            | 5            |
| Ír kislemezlista               | 8            |

| Ország (1999)                       | Csúcspozíció |
| ----------------------------------- | ------------ |
| Új-zélandi kislemezlista            | 1            |
| Norvég kislemezlista                | 7            |
| Svéd kislemezlista                  | 9            |
| Svájci kislemezlista                | 5            |
| Egyesült Királysági kislemezlista   | 4            |
| USA Billboard Hot 100               | 1            |
| USA Billboard Hot R&B/Hip-Hop Songs | 6            |
| USA Billboard Hot Dance Club Songs  | 5            |
| USA Billboard Hot Latin Tracks      | 27           |

### Minősítések
| Ország        | Tanusitó | Minősítés | Értékesítés |
| ------------- | -------- | --------- | ----------- |
| Ausztrália    | ARIA     | Platina   | 70,000      |
| Franciaország | SNEP     | Arany     | 321,000     |
| Németország   | IFPI     | Arany     | 150,000     |
| Új-Zéland     | RIANZ    | Arany     | 7,500       |
| Svájc         | IFPI     | Arany     | 25,000      |
| USA           | RIAA     | Platina   | 1,000,000   |

## Fordítás
Ez a szócikk részben vagy egészben  az   If You Had My Love című angol Wikipédia-szócikk fordításán alapul.  Az eredeti cikk szerkesztőit annak laptörténete sorolja fel. Ez a jelzés csupán a megfogalmazás eredetét és a szerzői jogokat jelzi, nem szolgál a cikkben szereplő információk forrásmegjelöléseként.